# Igelfors
Igelfors is een plaats in de gemeente Finspång in het landschap Östergötland en de provincie Östergötlands län in Zweden. De plaats heeft 231 inwoners (2005) en een oppervlakte van 65 hectare.